# Departamento de Capital (kommun i Córdoba)
Departamento de Capital är en kommun i Argentina.   Den ligger i provinsen Córdoba, i den centrala delen av landet, 700 km nordväst om huvudstaden Buenos Aires.
Runt Departamento de Capital är det i huvudsak tätbebyggt. Runt Departamento de Capital är det mycket tätbefolkat, med 2 345 invånare per kvadratkilometer.